# Freitagsmoschee von Kāschmar

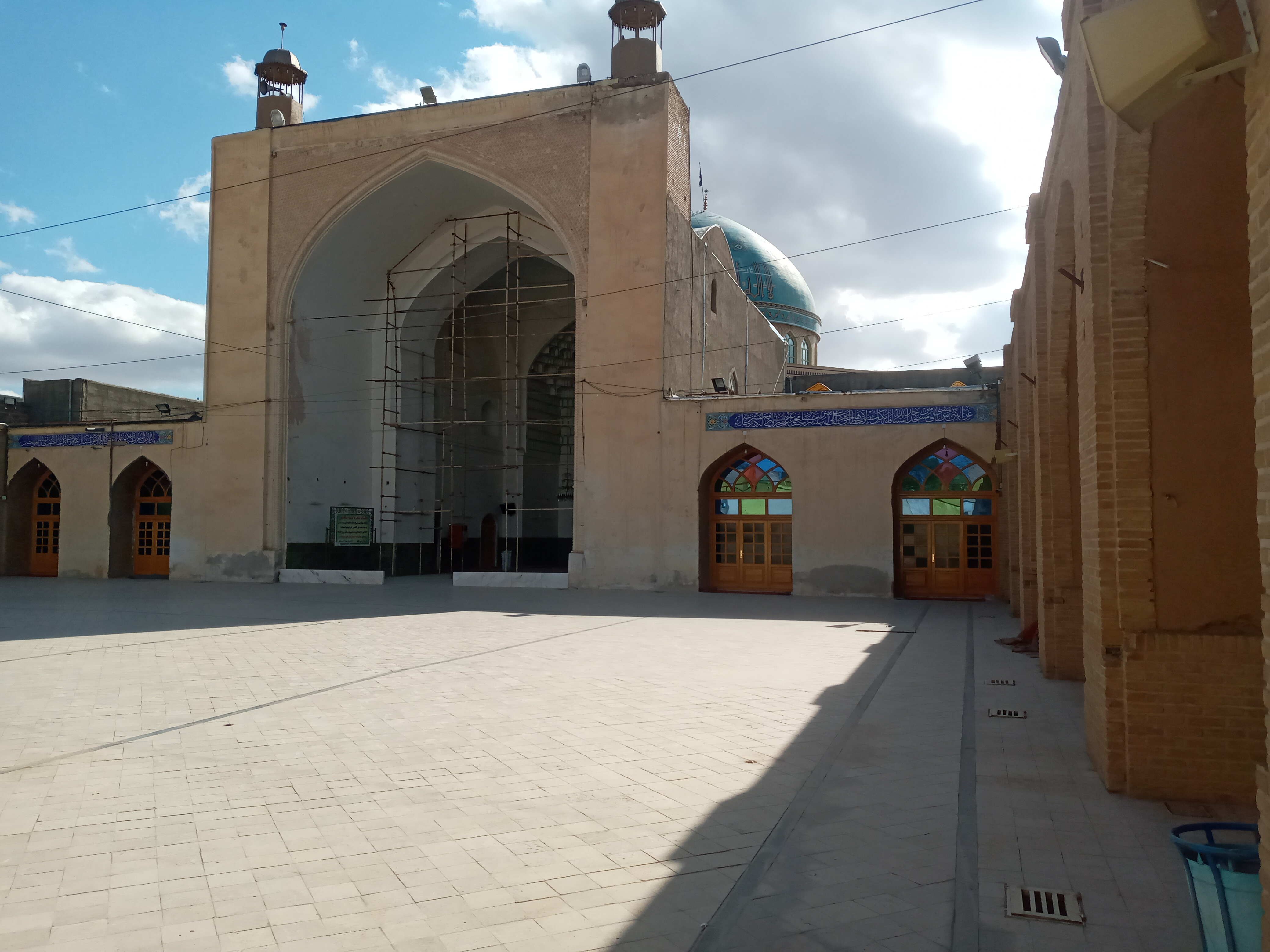
Freitagsmoschee von Kāschmar

Die Freitagsmoschee von Kāschmar ist eine historische Moschee in der iranischen Stadt Kāschmar, die zur Zeit von Fath Ali Schah im Jahr 1791 erbaut wurde.

## Geschichte
Die Kāschmar-Moschee befindet sich heute im Zentrum der Stadt und ist eines der ältesten, historischen Denkmäler von Kāschmar. Die Moschee hat ein einfaches Gebäude, einen Innenhof, eine Veranda, ein Säulenbett und Stände rund um den Innenhof. Dort befinden sich auch mehrere einfache Backsteinpavillons. Der Altar und die Veranda an der Südseite sind mit Mosaikfliesen verziert. An den Wänden der Moschee sind Inschriften mit Versen des Korans zu sehen.